# Авілов (Костянтинівський район)
Авілов — хутір в Константинівському районі, Ростовська область, Росія. 
Адміністративний центр Авіловського сільського поселення. 
Голова Авіловського сільського поселення — Кондратенко Ольга Олексіївна. 

## Географія
Розташований на лівому березі річки Сіверський Донець. 

### Вулиці
- Лугова вулиця
- Молодіжна вулиця
- Садова вулиця
- Степова вулиця

## Економіка
- Селянське господарство "ЗБ-10"[2]

## Відомі уродженці
- Філімонов Володимир Миколайович (народ. 1947) — художній керівник Алтайського державного театру музичної комедії з 1996 року.